# Estilo (arte)
Estilo é um conceito da história da arte de significado amplo e muitas vezes vago. Em geral indica um grupo de características mais ou menos constantes e definidas que permitem a identificação da arte produzida em um período histórico dado (estilo medieval, por exemplo), em uma região (o estilo francês), por um grupo de artistas (estilo dos Itinerantes), de um único artista (o estilo de Michelangelo) ou de uma fase em sua carreira (as três fases de Beethoven) de uma corrente estética (estilo neoclássico), e permitem relacionar uma obra à sua origem. A análise estilística pode ser capaz de definir a autoria ou a origem geográfica ou cronológica de um objeto quando outra identificação não é disponível, como uma assinatura, uma datação ou uma descrição literária ligando o objeto a um autor, local ou contexto histórico.
A palavra deriva do latim stilus, um instrumento de metal pontiagudo usado para escrever ou desenhar. Com o tempo passou a designar uma maneira especial de fazer qualquer coisa. O tema do estilo foi estudado por Alois Riegl, afirmando que cada época tem o seu próprio estilo, em suas palavras, uma vontade artística ou formativa (Kunstwollen) que auxilia na determinação de desenvolvimentos estéticos regionais e cronológicos. Com seus trabalhos Riegl se opôs à ideia de que a história da arte é uma contínua sucessão de períodos de apogeu e declínio, dando um caráter particular para cada fase, tornadas assim de igual valor inerente. Continuando o trabalho de Riegl, Heinrich Wölfflin identificou cinco traços especiais encontrados com uma expressão oposta respectivamente no Renascimento e no Barroco. Até então desprezado como uma fase de decadência do Renascimento, o Barroco, através da valorização do seu estilo peculiar, iniciou a ser recuperado pela crítica de arte. Outro autor que se deteve na análise do estilo foi Gottfried Semper, associando aspectos de forma com aspectos de técnica. No século XX diversos historiadores passaram a associar estilos específicos a determinadas estruturas sociais e econômicas, mas não se chegou a se formar uma teoria consistente, e desde então o conceito de estilo foi preferencialmente substituído pelo de poética. Após a emergência do Pós-Modernismo o conceito vem recebendo nova atenção como um elemento importante na compreensão da obra de arte.